# Nazionale femminile di pallavolo della Tunisia
La nazionale femminile di pallavolo della Tunisia è una squadra africana composta dalle migliori giocatrici di pallavolo della Tunisia ed è posta sotto l'egida della Federazione pallavolistica della Tunisia.

## Rosa
Segue la rosa delle giocatrici convocate per il campionato mondiale 2014.
| N° | Nome               | Ruolo | Data di nascita   | Squadra              |
| -- | ------------------ | ----- | ----------------- | -------------------- |
| 1  | Fatma Agrebi       | S     | 14 settembre 1990 | Carthage             |
| 2  | Chaima Ghobji      | P     | 22 agosto 1994    | Olympique de Kélibia |
| 4  | Meriem Mami        | L     | 3 ottobre 1985    | Carthage             |
| 5  | Nihel Ghoul        | S     | 2 giugno 1984     | Havre                |
| 7  | Rahma Agrebi       | S     | 2 ottobre 1990    | Carthage             |
| 8  | Kaouthar Jemaii    | S/O   | 14 gennaio 1989   | Sfaxien              |
| 9  | Maissa Lengliz     | C     | 21 agosto 1989    | Carthage             |
| 10 | Maroua Boughanmi   | C     | 16 marzo 1992     | Carthage             |
| 11 | Meserra Ben Halima | C     | 18 agosto 1983    | Sfaxien              |
| 12 | Marwa Barhoumi     | P     | 28 aprile 1988    | Carthage             |
| 15 | Wafa Mnassar       | L     | 21 aprile 1985    | Carthage             |
| 16 | Mariem Brik        | S/O   | 9 dicembre 1980   | Carthage             |

## Risultati

### Competizioni FIVB
| 1952 | non qualificata | -            |
| 1956 | non qualificata | -            |
| 1960 | non qualificata | -            |
| 1962 | non qualificata | -            |
| 1967 | non qualificata | -            |
| 1970 | non qualificata | -            |
| 1974 | non qualificata | -            |
| 1978 | 23º posto       | Convocazioni |
| 1982 | non qualificata | -            |
| 1986 | 16º posto       | Convocazioni |
| 1990 | non qualificata | -            |
| 1994 | non qualificata | -            |
| 1998 | non qualificata | -            |
| 2002 | non qualificata | -            |
| 2006 | non qualificata | -            |
| 2010 | non qualificata | -            |
| 2014 | 21º posto       | Convocazioni |
| 2018 | non qualificata | -            |
| 2022 | non qualificata | -            |

| 1973 | non qualificata | -            |
| 1977 | non qualificata | -            |
| 1981 | non qualificata | -            |
| 1985 | 8º posto        | Convocazioni |
| 1989 | non qualificata | -            |
| 1991 | non qualificata | -            |
| 1995 | non qualificata | -            |
| 1999 | 12º posto       | Convocazioni |
| 2003 | non qualificata | -            |
| 2007 | non qualificata | -            |
| 2011 | non qualificata | -            |
| 2015 | non qualificata | -            |
| 2019 | non qualificata | -            |
| 2023 | non qualificata | -            |

### Competizioni CAVB
| 1976 | 2º posto        | Convocazioni |
| 1985 | 1º posto        | Convocazioni |
| 1987 | 1º posto        | Convocazioni |
| 1991 | 5º posto        | Convocazioni |
| 1993 | 6º posto        | Convocazioni |
| 1995 | 3º posto        | Convocazioni |
| 1997 | non qualificata | -            |
| 1999 | 1º posto        | Convocazioni |
| 2001 | non qualificata | -            |
| 2003 | 5º posto        | Convocazioni |
| 2005 | 4º posto        | Convocazioni |
| 2007 | 3º posto        | Convocazioni |
| 2009 | 2º posto        | Convocazioni |
| 2011 | 6º posto        | Convocazioni |
| 2013 | 3º posto        | Convocazioni |
| 2015 | 5º posto        | Convocazioni |
| 2017 | 5º posto        | Convocazioni |
| 2019 | non qualificata | -            |
| 2021 | 5º posto        | Convocazioni |
| 2023 | non qualificata | -            |

### Competizioni zonali
| 1978 | ?               | -            |
| 1987 | ?               | -            |
| 1991 | ?               | -            |
| 1995 | ?               | -            |
| 1999 | non qualificata | -            |
| 2003 | non qualificata | -            |
| 2007 | 5º posto        | Convocazioni |
| 2011 | non qualificata | -            |
| 2015 | non qualificata | -            |
| 2019 | non qualificata | -            |
| 2024 | 2º posto        | Convocazioni |

| 1975 | non qualificata | -            |
| 1979 | non qualificata | -            |
| 1983 | non qualificata | -            |
| 1987 | non qualificata | -            |
| 1991 | non qualificata | -            |
| 1993 | non qualificata | -            |
| 1997 | non qualificata | -            |
| 2001 | 8º posto        | Convocazioni |
| 2005 | non qualificata | -            |
| 2009 | non qualificata | -            |
| 2013 | non qualificata | -            |
| 2018 | non qualificata | -            |
| 2022 | 8º posto        | Convocazioni |

| 1985 | ?               | -            |
| 1992 | ?               | -            |
| 1997 | ?               | -            |
| 1999 | 2º posto        | Convocazioni |
| 2011 | non qualificata | -            |
| 2023 | 2º posto        | Convocazioni |